# Station de biologie marine de Concarneau
La Station marine de Concarneau, en Bretagne, est l'un des dix sites en région du Muséum national d'Histoire naturelle (dont deux en Bretagne). Elle comprend un centre de recherche et d'enseignement d'océanographie et d'halieutique ainsi qu'un « Marinarium », espace ouvert au public montrant des spécimens vivants dans des aquariums. La Station a été inaugurée en 1859 par Victor Coste, professeur au Collège de France, et constitue la plus ancienne station marine du monde toujours en fonctionnement. La deuxième de ce type est celle de Naples et la troisième est celle de Roscoff. La première station marine du monde, aujourd'hui disparue, est la station zoologique d'Ostende, fondée et dirigée par Pierre-Joseph van Beneden en 1843. En juillet 2025, le MNHN informe l’Ifremer qu’il ne l’accueillera plus sur site à partir de 2027.

## Présentation générale
Située sur la côte sud du Finistère, la Station marine bénéficie d'une situation privilégiée, à proximité de l'Archipel des Glénan et d'un ensemble unique d'estuaires maritimes à haute productivité. Le port de pêche de Concarneau, par lui-même, constitue une source exceptionnelle d'études en raison de la diversité des zones exploitées et des techniques utilisées.
La Station marine de Concarneau développe plusieurs axes de recherche lesquels sont l'exploration de la biodiversité marine, la conservation des espèces et des habitats, l'écologie fonctionnelle, les biotechnologies marines.
La station offre également un lieu d'accueil pour des stages pratiques, des stages de terrain (étude et découverte du milieu marin) et un espace ouvert au public (le « Marinarium ») avec des aquariums et un grand bassin de 120 000 litres.

## Histoire
Victor Coste, médecin et professeur au Collège de France est chargé par Napoléon III d’une mission sur la pêche côtière et les pisciculture d’améliorer les techniques piscicoles. Il visite les établissements du littoral français et italien. Il projeta d’établir des viviers destinés à l’étude du développement, de la physiologie, du comportement des animaux marins, dans la perspective de leur élevage. Il réalise plusieurs essais dans la baie de Saint-Brieuc pour l’élevage des huîtres. Il s'associe avec Étienne Guillou, pilote du port de Concarneau. Victor Coste obtint le soutien de gouvernement et des subventions. L'arsenal de Brest construit les bassins du vivier-laboratoire. En 1862, le vivier est opérationnel.
Frank Davies décrit sa visite à l'observatoire marin de Concarneau, dans son ouvrage Chasse aux loups en Bretagne : 

« La position de ce bâtiment est merveilleusement adaptée à son usage, ayant besoin continuellement d'eau de mer renouvelée pour l'entretien et le bien-être de ses occupants. (...). le bâtiment est (...) en pierre, long et rectangulaire (...), ayant une terrasse au rez de chaussée et un grand réservoir supérieur, dominant une succession de réservoirs dans lesquels l'eau est envoyée directement et continuellement de la mer (...). Ayant une longueur de soixante mètres environ, [ces réservoirs] sont divisés en cent compartiments au moins par des treillages en fil de fer galvanisé qui permettent de mettre séparément les différentes espèces de poissons, des mulets, des épinoches, des turbots, des poissons plats, des anguilles de mer, des crustacés, etc. »

- 1859 : la station marine devient un centre d’attraction pour les chercheurs du Muséum national d'histoire naturelle et des facultés de Lille et de Paris. Les techniques d'élevage des poissons plats sont mises au point à la fin du XIXe siècle[2].
- Entre 1870 et 1890, des biologistes français (Charles Robin, Georges Pouchet, Laurent Chabry, Alfred Giard et Jules Bonnier) font régulièrement des excursions au Laboratoire maritime de Concarneau et consignent dans un registre leurs observations sur plus de 90 espèces marines étudiées[5].
- 1875 : Gustave Flaubert séjourne à Concarneau. Il y décrit Georges Pouchet en train de disséquer quelques bêtes marines, dans son roman Bouvard et Pécuchet[2].
- 1880 : Georges Pouchet mène de nombreuses études sur les crustacés, la seiche, le plancton, la sardine. Il décrit et identifie les Dynophyta, micro-organismes responsables de la production de toxines et de la contamination des mollusques[2].

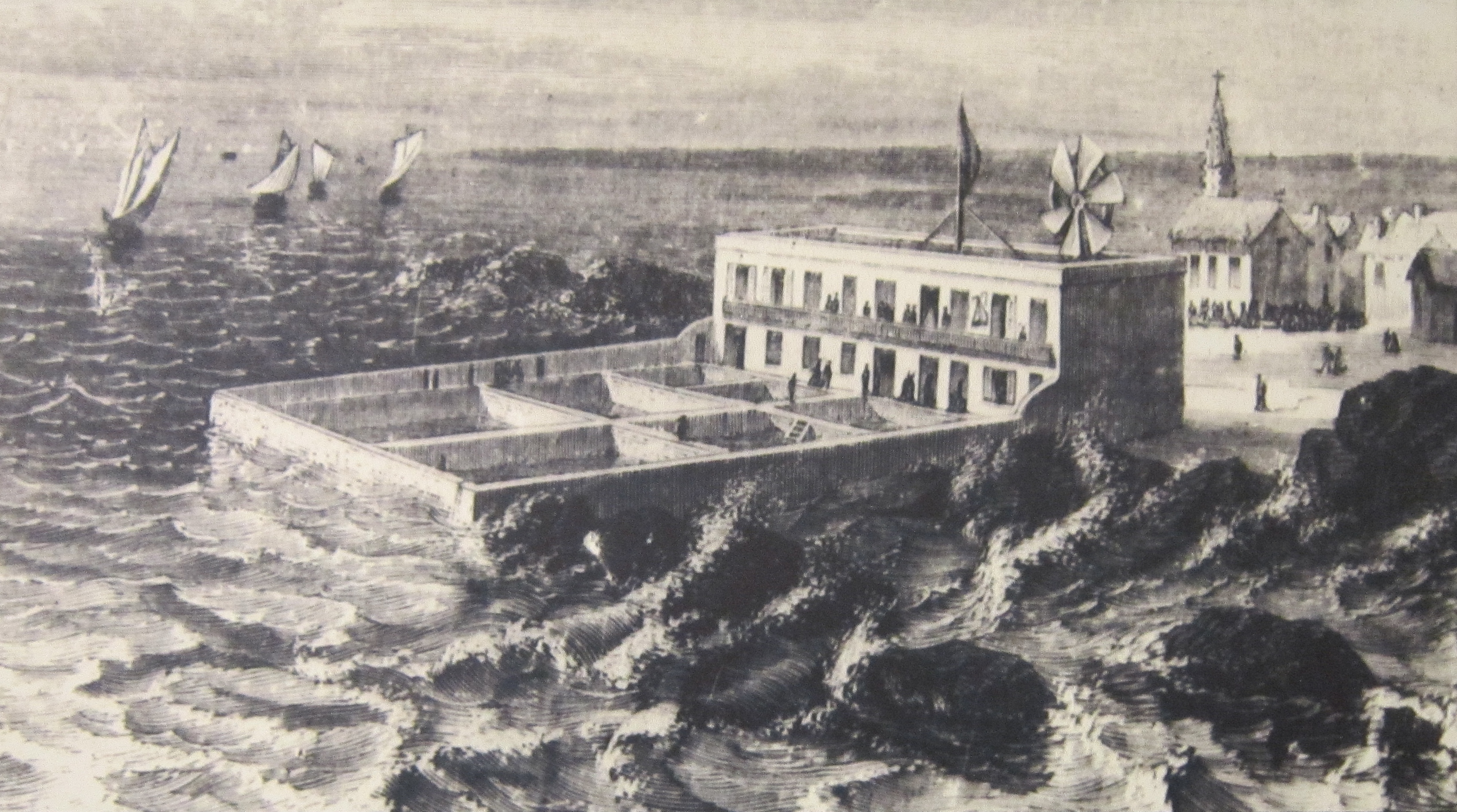
Le laboratoire de biologie marine de Concarneau en 1859 (gravure).
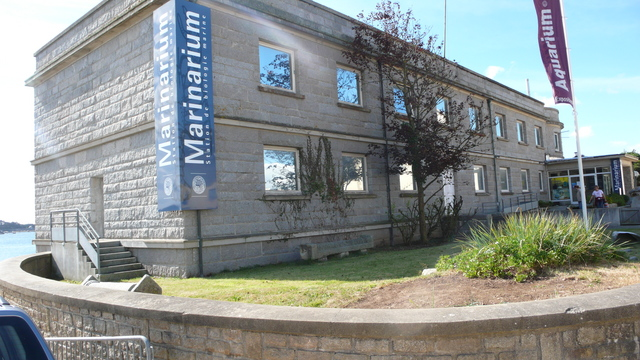
« Marinarium » de Concarneau.
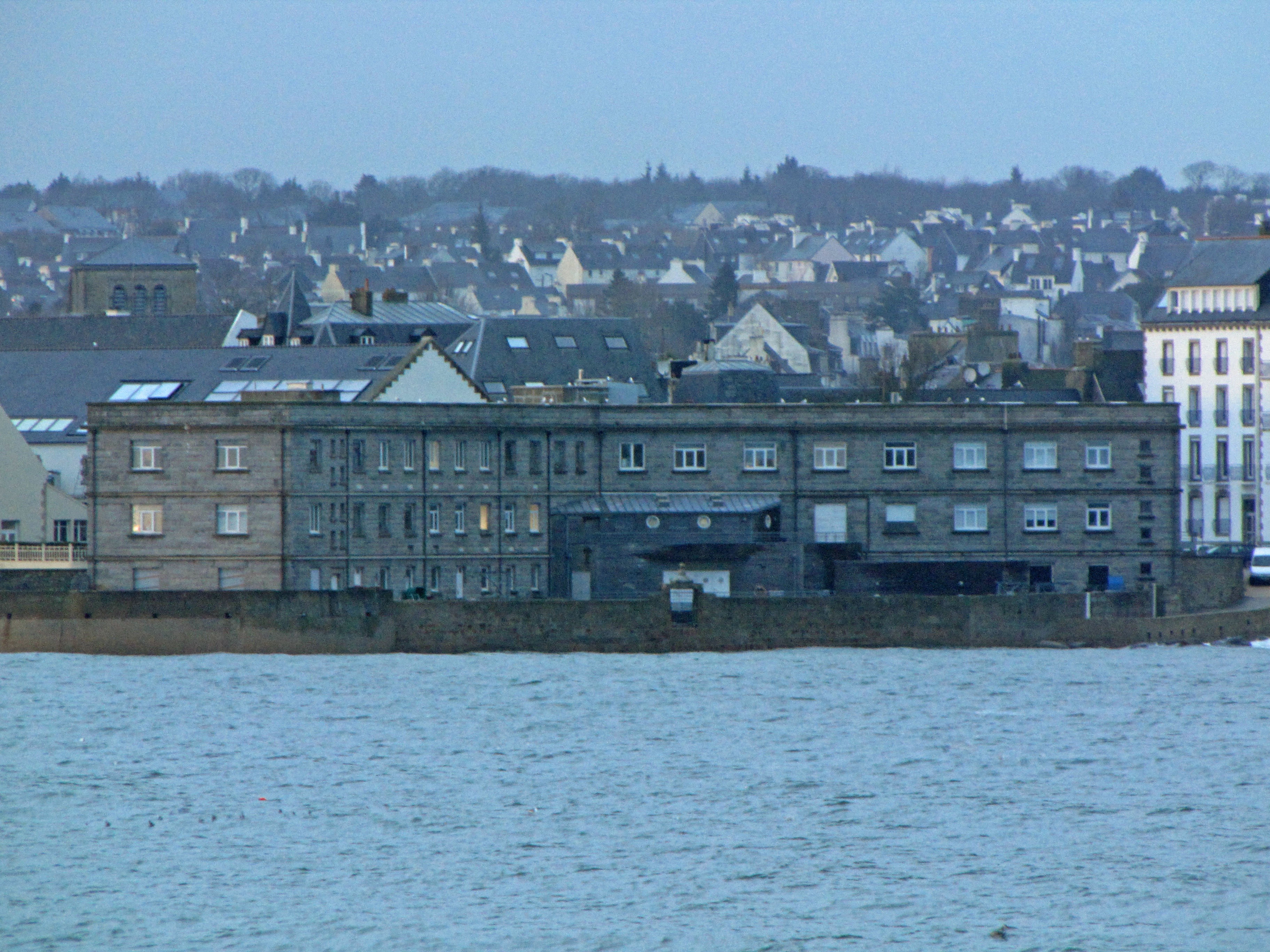
Musée et station biologique de Concarneau.
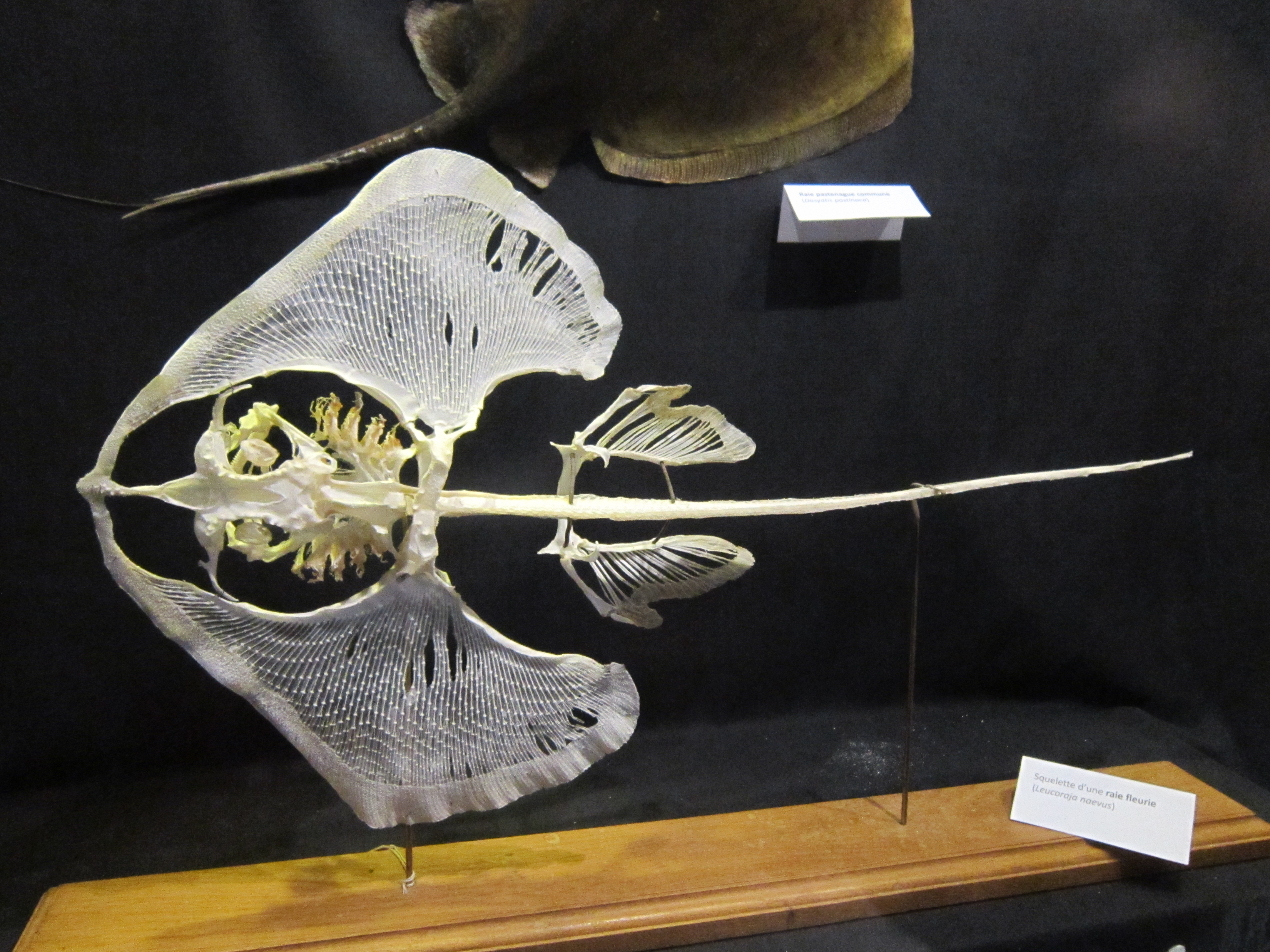
« Marinarium » de Concarneau : squelette d'une raie fleurie Leucoraja naevus.
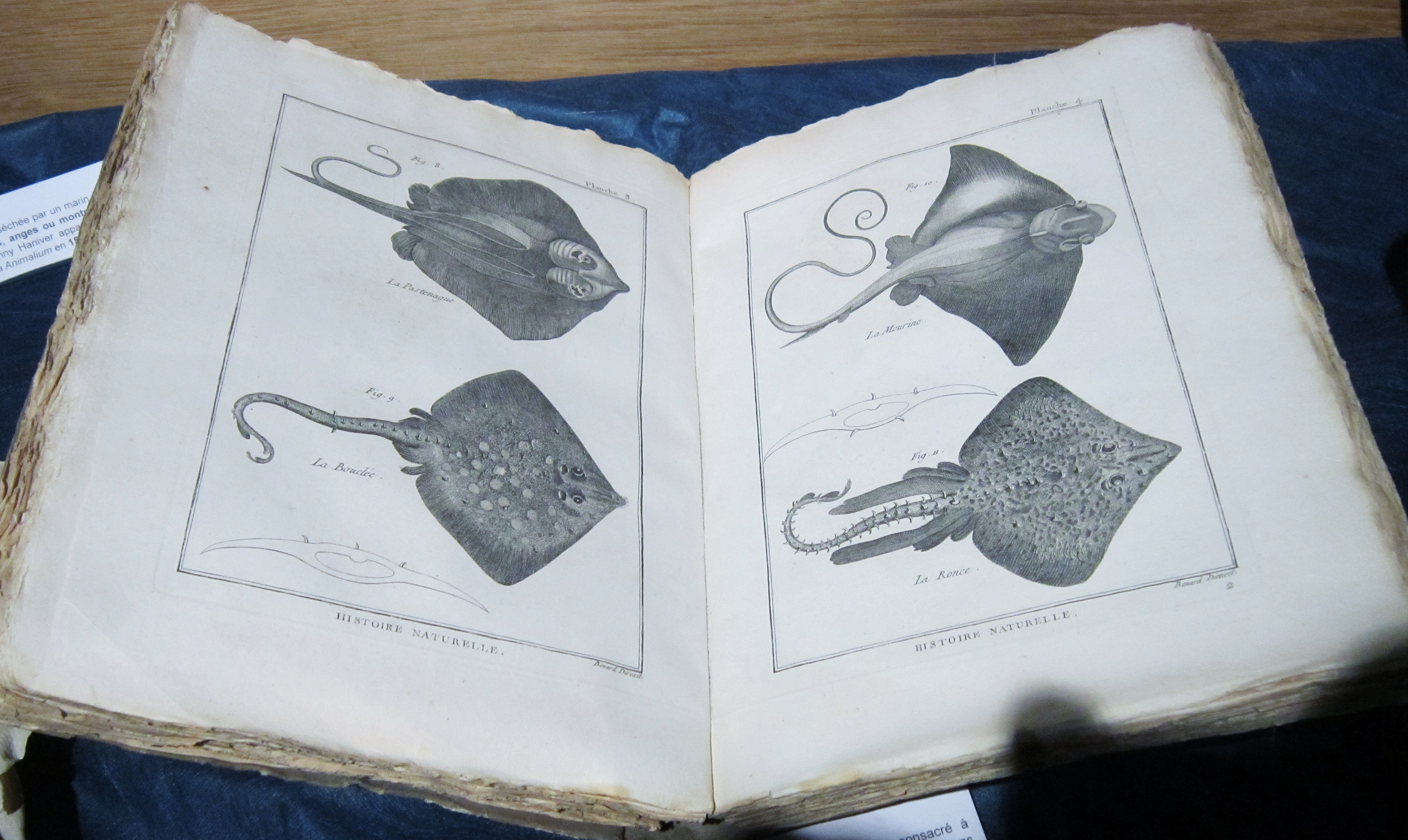
Ouvrage de l'abbé Pierre Joseph Bonnaterre consacré à l'ichtyologie publié en 1788, exposé au « Marinarium » de Concarneau, décrivant et illustrant les poissons connus à l'époque, dont plusieurs espèces de raies.
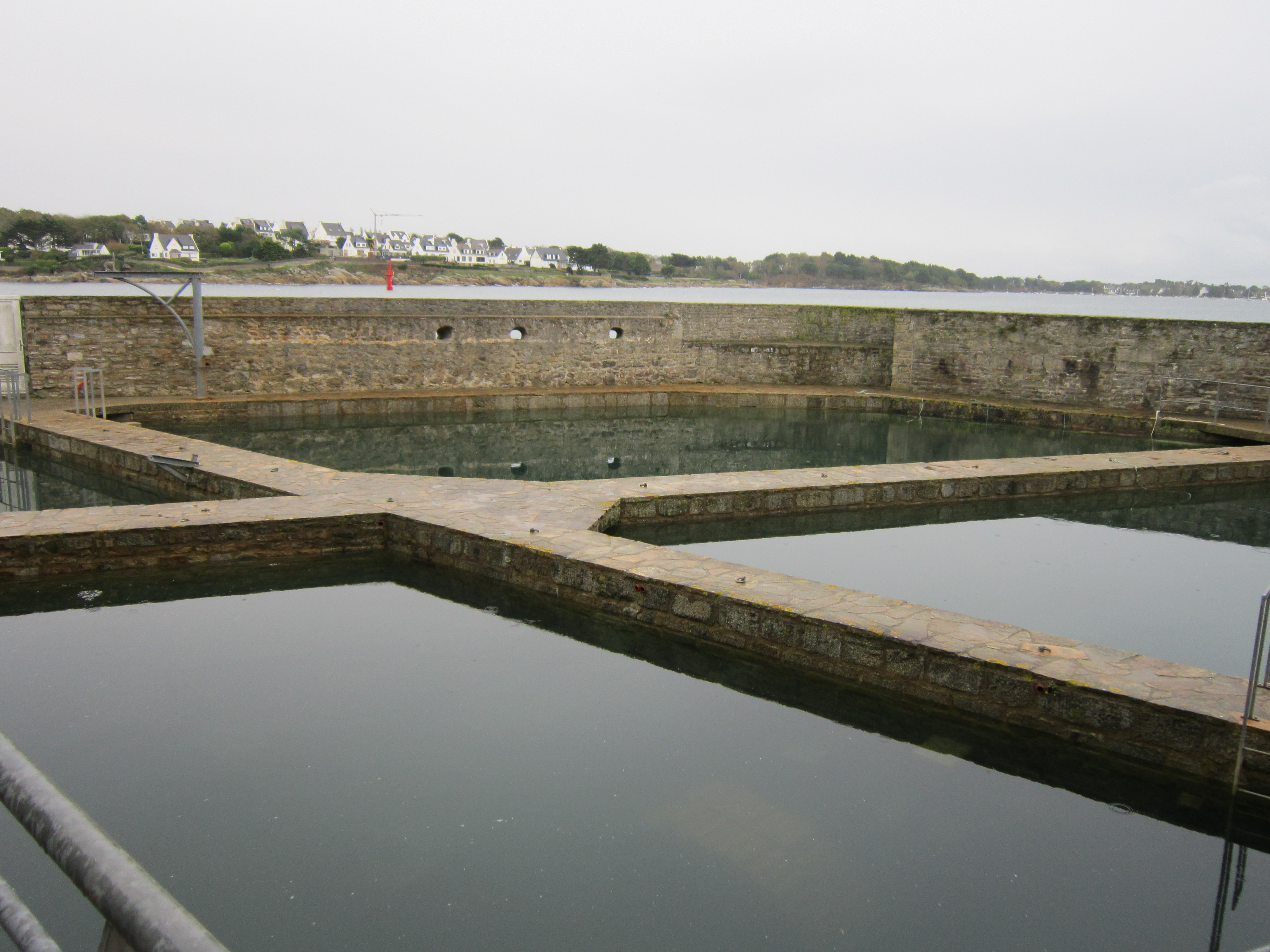
Bassins d'eau de mer pour les études et l'acclimatation.
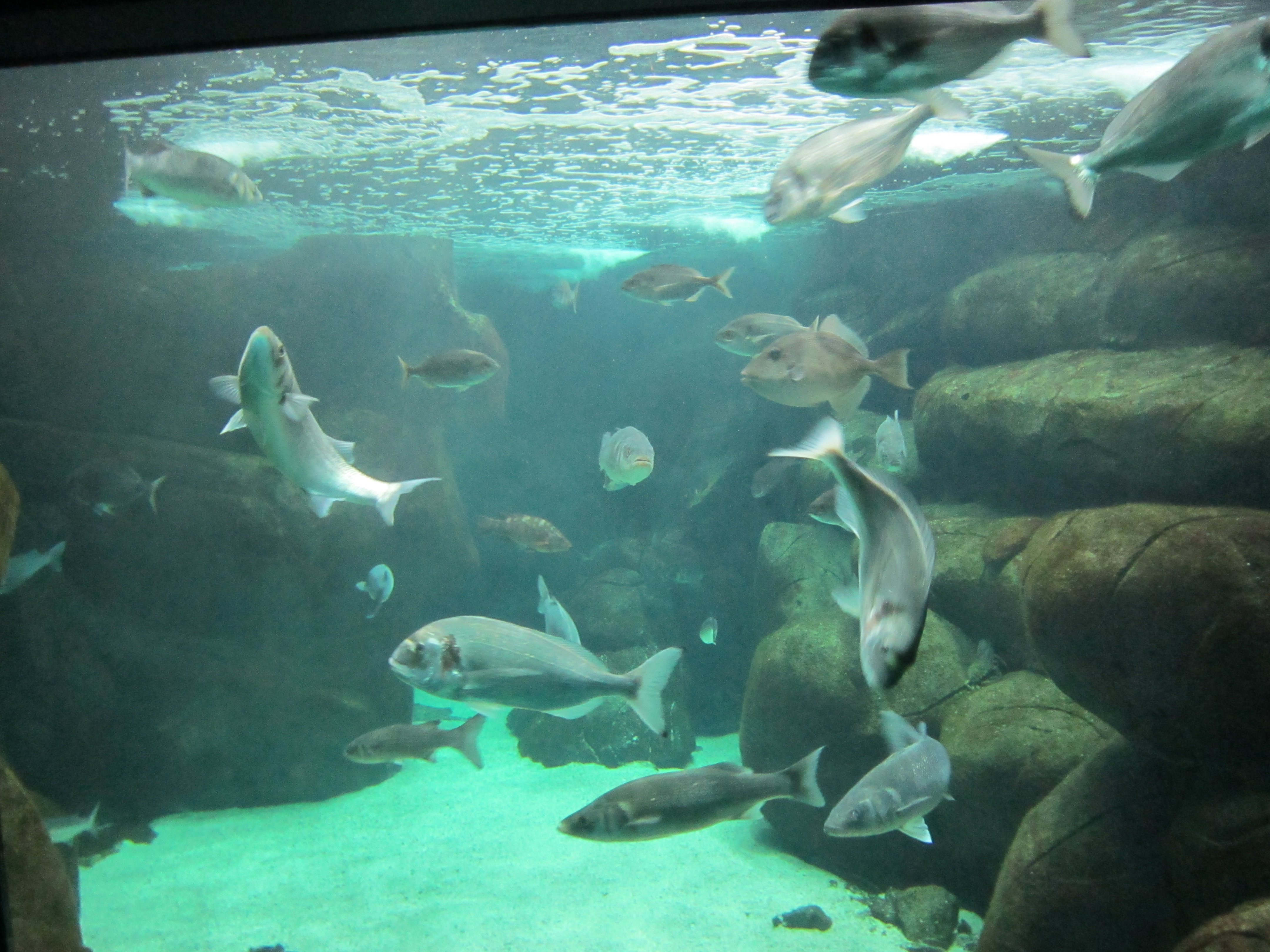
Aquarium du « Marinarium » de Concarneau.
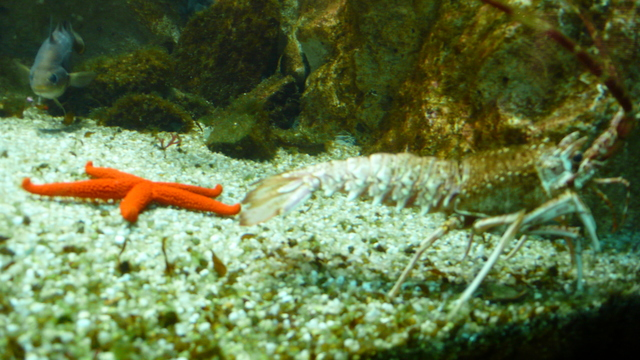
Poisson benthique, étoile de mer et langouste dans l'un des aquariums du « Marinarium ».

- 1887 : Laurent Chabry y réalise la première expérience sur un embryon[2].
- 1905 : Paul Fabre-Domergue[6] et Eugène Bietrix mette au point l’élevage de la sole[7]. Cependant, les difficultés sont importantes, et la pêche des gisements naturels est plus facile[2].
- 1928 : le directeur René Legendre régularise le statut de la station installée sur une concession privée[2].
- 1952 : Maurice Nicloux développe des méthodes de dosage des gaz dans les fluides biologiques, plus tard utilisées en biologie médicale[2].
- 1952 : Maurice Fontaine et Jean Roche identifient l'hormone thyroïdienne active. Ils développent la biochimie comparée[2].
- Années 1950 : la biochimie comparée prend son essor à Concarneau avec Marcel Florkin et Jean Roche. Marcel Florkin, Ng. van Thoai et Yvonne Robin identifient les différences de structure dans des molécules assurant chez des organismes différents des fonctions identiques : hémoglobine, phosphagènes. La biochimie ouvre la voie à l’écologie biochimique[2].
- 1970 : dans le domaine de l'archéologie préhistorique, les systèmes d'identification des poissons à partir de leurs vertèbres s'appuient sur les travaux de Desse et Du Buit[8].
- 1972 : le Marinarium est créé à l'intention du grand public.
- 1996 : la station est gérée par le Muséum national d'histoire naturelle en concertation avec le Collège de France.
- 2005 : la gestion de la Station est assurée par le Muséum seul.
- 2010 : tournage, en partie dans les locaux de la Station, du dixième épisode de la série allemande Commissaire Dupin[9].
- Dans les années 2010, la station fonctionnait avec 25 employés permanents (enseignants-chercheurs, chercheurs, ingénieurs et techniciens) auxquels s'ajoutent des thésards et étudiants français et étrangers[2].